# Exoneura rufitarsis
Exoneura rufitarsis är en biart som beskrevs av Rayment 1948. Exoneura rufitarsis ingår i släktet Exoneura och familjen långtungebin. Inga underarter finns listade i Catalogue of Life.